# Bacchus
Pour les articles homonymes, voir Bacchus (homonymie).
Bacchus (du grec ancien : Βάκχος / Bákkhos) est un dieu romain correspondant à Dionysos dans la mythologie grecque. Les Romains utilisaient Bacchus comme un autre nom de Liber Pater, un dieu latin de la fécondité.

## Origine et introduction à Rome
Le mot « Bacchus » est une translittération en alphabet latin de l'épithète Βάκχος (Bákkhos) « qui retentit », qui qualifie généralement le dieu grec Dionysos. L'introduction à Rome de Dionysos se fait ainsi sous le nom de « Bacchus », aussi assimilé à la divinité Liber Pater. La représentation de Bacchus est partiellement liée à son correspondant grec, et ses attributs en sont essentiellement les mêmes. Passant à Rome, le culte de Dionysos accentue son caractère subversif, « qui passe du mythe à la réalité » et qui perd tout lien avec le vin.
La date de l'introduction des mystères de Bacchus à Rome n'est pas connue. A Tarente, dès le VIe siècle, le dieu était associé aux déesses chtoniennes. Beaucoup de statues du IIIe siècle trouvées sur place représentent Bacchus sous ses deux formes : celle d'un homme mûr à la longue barbe, la plus récente, celle d'un dieu jeune, voluptueux, parfois efféminé. L'important port des Pouilles a certainement joué un rôle majeur dans l'expansion italique des mystères. A cette même époque, les villes de Grande-Grèce, de Sicile connaissent une diffusion du culte dionysiaque dont témoignent leurs monnaies. Les colonies grecques de Campanie ne sont pas en reste. A Cumes, une inscription datée de la première moitié du Ve siècle montre qu'il existait dans le cimetière un endroit reservé à la sépulture des bacchants. De Tarente et de Campanie, le culte dionysiaque se répandit chez les Osques en Apulie. Ainsi, la cité de Gnathia qui possédait un important atelier de céramiques (en), a produit de nombreux vases à sujets bacchiques.
Le culte gagna l'Étrurie qui était en contact commercial et culturel avec les cités de Grande-Grèce. Le dieu grec y est interprété en Fufluns ou Puphluns. Enfin, dans les cités latines, Liber Pater qui présidait en général à la croissance des plantes, repris sa spécialisation dans le patronage du vin.
Quand éclate le scandale des Bacchanales en 186 av. J.-C., le culte dionysiaque jouit déjà d'une très large extension à Rome et les bacchanales existaient depuis longtemps dans toute l'étendue de l'Italie.

## Culte

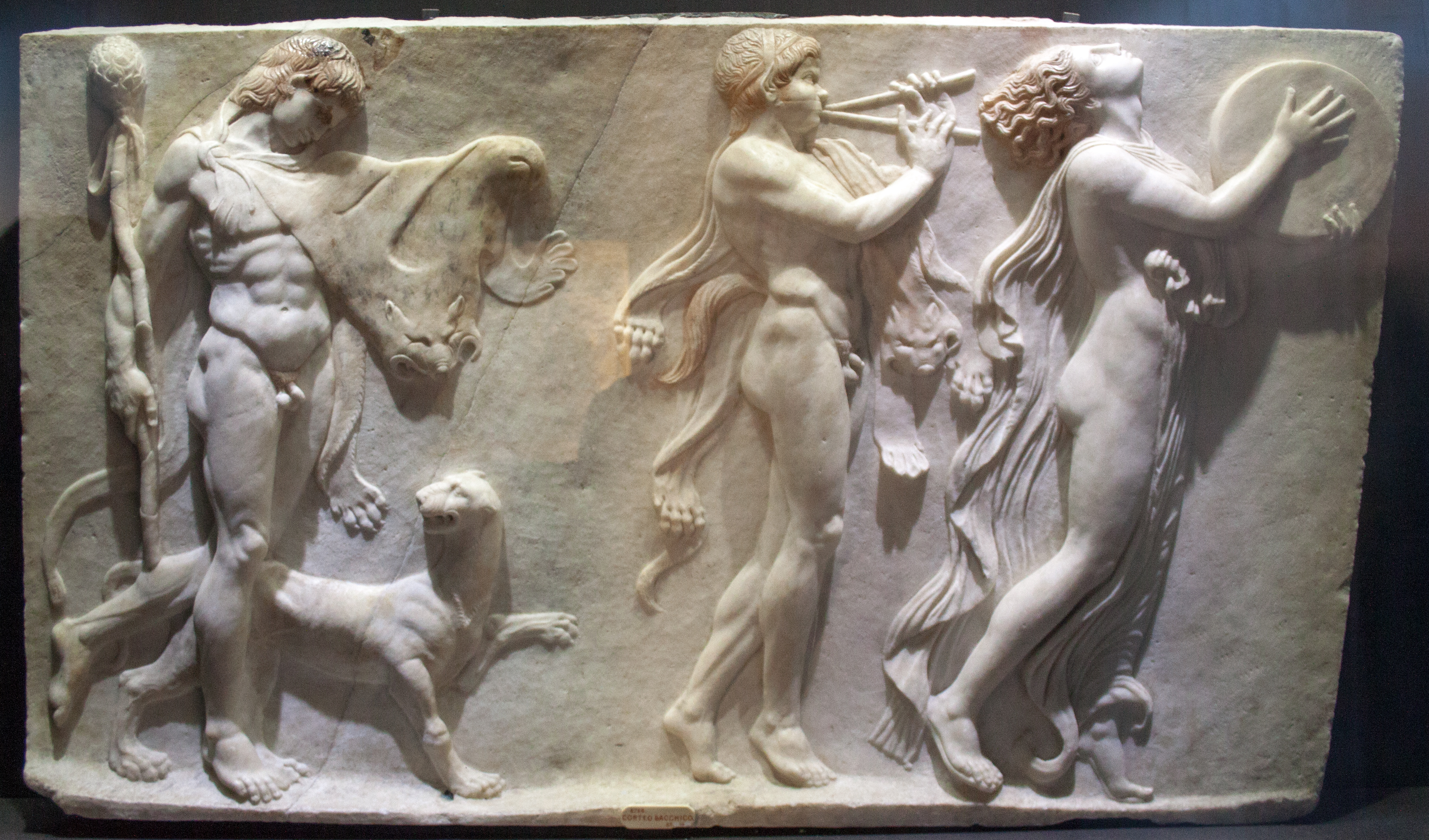
Procession dionysiaque : à gauche un personnage porteur d'une peau de panthère et d'un thyrse, accompagné d'une panthère, qui figure probablement Dionysos. Au centre un satyre reconnaissable à sa queue joue du sistre. À droite une femme échevelée joue du tambourin, probablement une ménade. Période augusto-tibérienne (27 av. J.-C. – 37 ap. J.-C.), musée archéologique national de Naples.

Le culte de Bacchus à Rome nous est principalement connu par le texte célèbre du XXXIXe livre de Tite Live, le long développement qu'il consacre au scandale des Bacchanales, et par deux inscriptions conservant le texte des sénatus-consultes limitant la célébration du culte. Ces documents fournissent des informations essentielles, mais constituent néanmoins les « pièces de l'accusation ».
La description qu'en donne Tite Live correspond à celle de pratiques orgiaques auxquelles bacchants et bacchantes se livraient. Le culte semble avoir été tout d'abord une simple congrégation de femmes dans laquelle les hommes étaient admis exceptionnellement. Les initiations aux bacchants se déroulaient trois fois par an, des dames exerçant le sacerdoce par roulement. Le rite était célébré de jour.

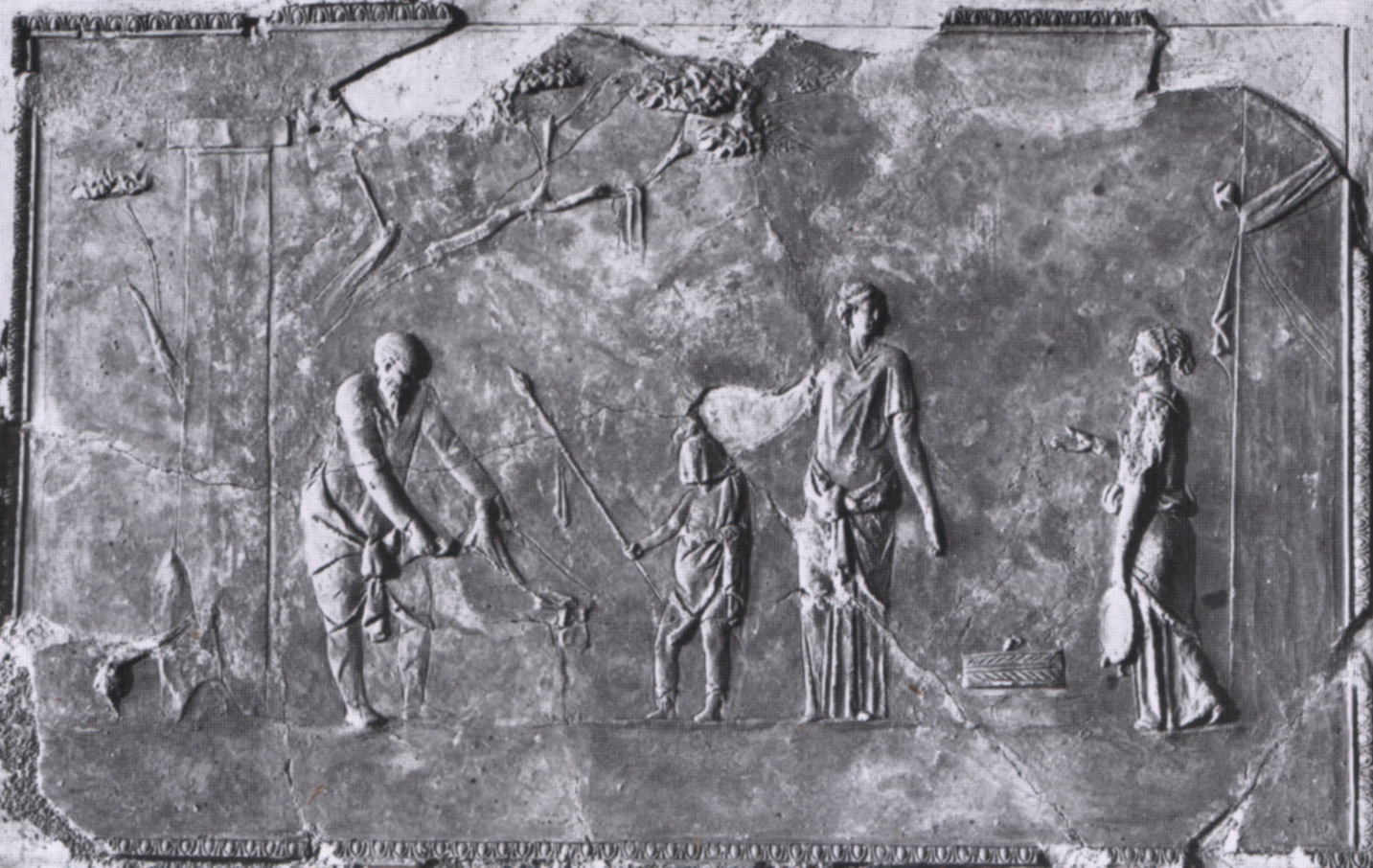
Stucs de la scène d'initiation dionysiaque de Césarion, fils de Jules César et de Cléopâtre, Maison sous la Farnesina

Nous possédons également des indications qui précisent ce que pouvait être la cérémonie élémentaire d'initiation : un nombre réduit de participants, l'officiante ou l'officiant, un personnage chauve et barbu portant un masque ou ayant l'aspect d'un Silène et une tambourinaire faisant office de ménade. L'initié a la tête voilé et se laisse guider par l'officiant. Un des moments essentiels du rite est celui où on pose sur sa tête, le licnon, une corbeille, berceau mystique de l'enfant Bacchus, empli de fruits et d'objets symboliques dont un en forme de phallus. Le cadre est celui d'un jardin dans lequel se trouve une idole de Dionysos, mais celle-ci a souvent les aspects de Priape, tout d'abord l'ithyphallisme. Cette association du phallus aux rites d'initiation dionysiaque paraît caractéristique du rite dans la péninsule italienne.
Selon le témoignage de Tite Live, une prêtresse originaire de Campanie aurait introduit des réformes, fait initier un plus grand nombre d'hommes y compris des jeunes gens, célébré les mystères de nuit, multiplié les réunions. A ces éléments s'ajoutait la « description longue et colorée » d'une ancienne courtisane qui détaillait abominations et orgies auxquels les historiens soulignent qu'il est difficile d'ajouter foi,.
Paradoxalement, après la terrible répression qui fait suite au scandale de l'année 186, le Sénat ne voulut pas interdire le culte incriminé, mais chercha à le limiter, le soumettre au contrôle des autorités et surtout empêcher toute « con-iuratio », c'est-à-dire tout ce qui tenait d'engagements réciproques et collectifs. Le sénatus-consulte interdisait les prêtres mâles, le culte secret et sauf permission limitait les cérémonies à cinq personnes.
Les cortèges de Bacchus étaient fort nombreux. Sans compter Silène et les Bacchantes, on y remarquait des nymphes, des satyres, des bergers, des bergères, et même le dieu Pan. Tous portaient le thyrse enlacé de feuillage, des ceps de vigne, des couronnes de lierre, des coupes et des grappes de raisin. Bacchus ouvre la marche, et tout le cortège le suit, en poussant des cris et faisant retentir de bruyants instruments de musique[réf. nécessaire].
Les Bacchantes ou Ménades étaient primitivement les nymphes ou les femmes que Bacchus avait emmenées avec lui à la conquête des Indes. Plus tard, on désigna de ce nom des jeunes filles qui, simulant un transport bachique, célébraient les Orgies ou fêtes de Bacchus par une attitude, des cris et des bonds désordonnés. Elles avaient les yeux hagards, la voix menaçante : leur chevelure flottait éparse sur leurs épaules nues[réf. nécessaire].
On lui faisait, ainsi qu'à Mercure, des libations avec du vin coupé d'eau, tandis que les libations se faisaient aux autres dieux avec du vin pur[réf. nécessaire].

## Attributs et symbolisme
Le dieu tient souvent à la main un thyrse, entouré de vigne et de lierre et surmonté d'une pomme de pin. Le thyrse peut faire jaillir la vigne ou le lierre. Il peut s'incarner en taureau, en bouc et en serpent.
La panthère, l'âne, le bouc, la patère, le canthare, le lierre, la vigne et la grappe de raisin sont les animaux et objets qui lui sont associés. D'autres attributs ont été empruntés à Dionysos, comme le thyrse qu'il porte parfois.
Il est symbolisé par la pie, parce que le vin délie les langues, et rend les buveurs indiscrets ; le bouc et le lièvre, parce qu'ils mangent les bourgeons de la vigne. Parmi les quadrupèdes, la panthère ; et parmi les arbres, la vigne, le lierre, le chêne et le sapin.
Il est parfois nommé Liber (Libre), parce que le dieu du vin délivre l'esprit de tout souci ; Evan, parce que ses prêtresses, dans leurs orgies, couraient de tous côtés en criant : Evohé ; Bacchus, dérivé d'un mot grec qui signifie « crier », allusion aux cris des bacchantes ou des grands buveurs. Il porte encore d'autres surnoms empruntés à son pays d'origine ou aux effets de l'ivresse : Nysæus, de Nysa, Lyæus, qui chasse le chagrin, Bromius, bruyant, etc.

## Mythologie

### Liens de parenté

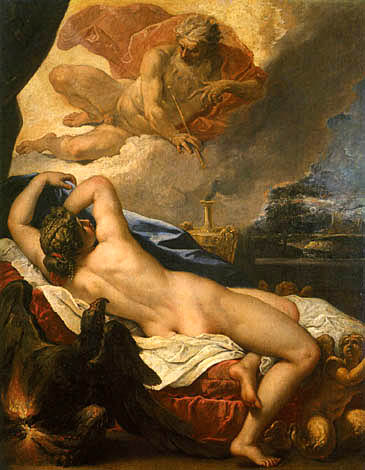
Jupiter et Sémélé. Peinture de Sebastiano Ricci, 1695

Bacchus est le fils de Jupiter et de Sémélé, fille du roi de Thèbes, par transfert du mythe de Dionysos.
Sémélé était une jeune princesse mortelle, aimée de Jupiter. Ce dernier, trompant Junon, lui fit un enfant, Bacchus.
Par vengeance, Junon incite Sémélé à demander à Jupiter (qui a promis d'accomplir le souhait de la future mère) de se montrer dans sa gloire divine. Sémélé le lui demande ; Jupiter ne peut se dédire et s'exécute, mais en apparaissant sous sa forme de dieu de la foudre, il la tue. Cependant il recueille le fœtus et le met dans sa cuisse, le cachant pour un temps à la vindicte de Junon. Bacchus fut ainsi appelé Bimater (en latin bis : deux fois, mater : mère), puisqu'il fut porté pendant sa gestation par deux personnes différentes.
Junon ne désarme pas : une fois Bacchus né, elle délègue les Titans pour en finir avec lui. Ils le découpent en morceaux et le font bouillir dans un chaudron. Mais Mercure transforme l'enfant en chevreau et le confie aux nymphes de Nysa. Une vigne dissimule leur grotte et le jeune dieu s'en nourrit.
Silène, son père nourricier et son précepteur, était le fils de Mercure ou de Pan et d'une nymphe. On le représente d'ordinaire avec une tête chauve, des cornes, un gros nez retroussé, une petite taille et une forte corpulence. Il est le plus souvent montré chevauchant un âne, en état d'ivresse, éprouvant donc des difficultés à se tenir sur sa monture. S'il est à pied, il marche d'un pas chancelant, appuyé sur un bâton ou sur un thyrse, sorte de long javelot. On le reconnaît aisément à sa couronne de lierre, à la tasse qu'il tient, à son air jovial. Dans une églogue de Virgile, les vapeurs du vin n'empêchent pas ce curieux vieillard d'exposer sa doctrine sur la formation du monde. Malgré un portrait si peu flatteur, Silène, quand il n'était pas ivre, était un grand sage, capable de donner à son divin élève des leçons de philosophie.
D'autres racontent que les nymphes le retirèrent des cendres maternelles, et se chargèrent de l'élever. Quoi qu'il en soit, Bacchus passa son enfance loin de l'Olympe et de la malveillance de Junon, dans les campagnes de Nysa, ville fabuleuse de l'Arabie heureuse ou peut-être des Indes. Là, sa tante Ino, par ordre de Jupiter, veilla à sa première éducation avec le secours des Hyades, des Heures et des nymphes, jusqu'à ce qu'il fût en âge d'être instruit par les Muses et Silène.
Il devint le dieu de la Vigne, du Vin et des Festivités, mais aussi de la Danse, de la Végétation, des Plaisirs de la vie et de ses Débordements.

### Conquête des Indes

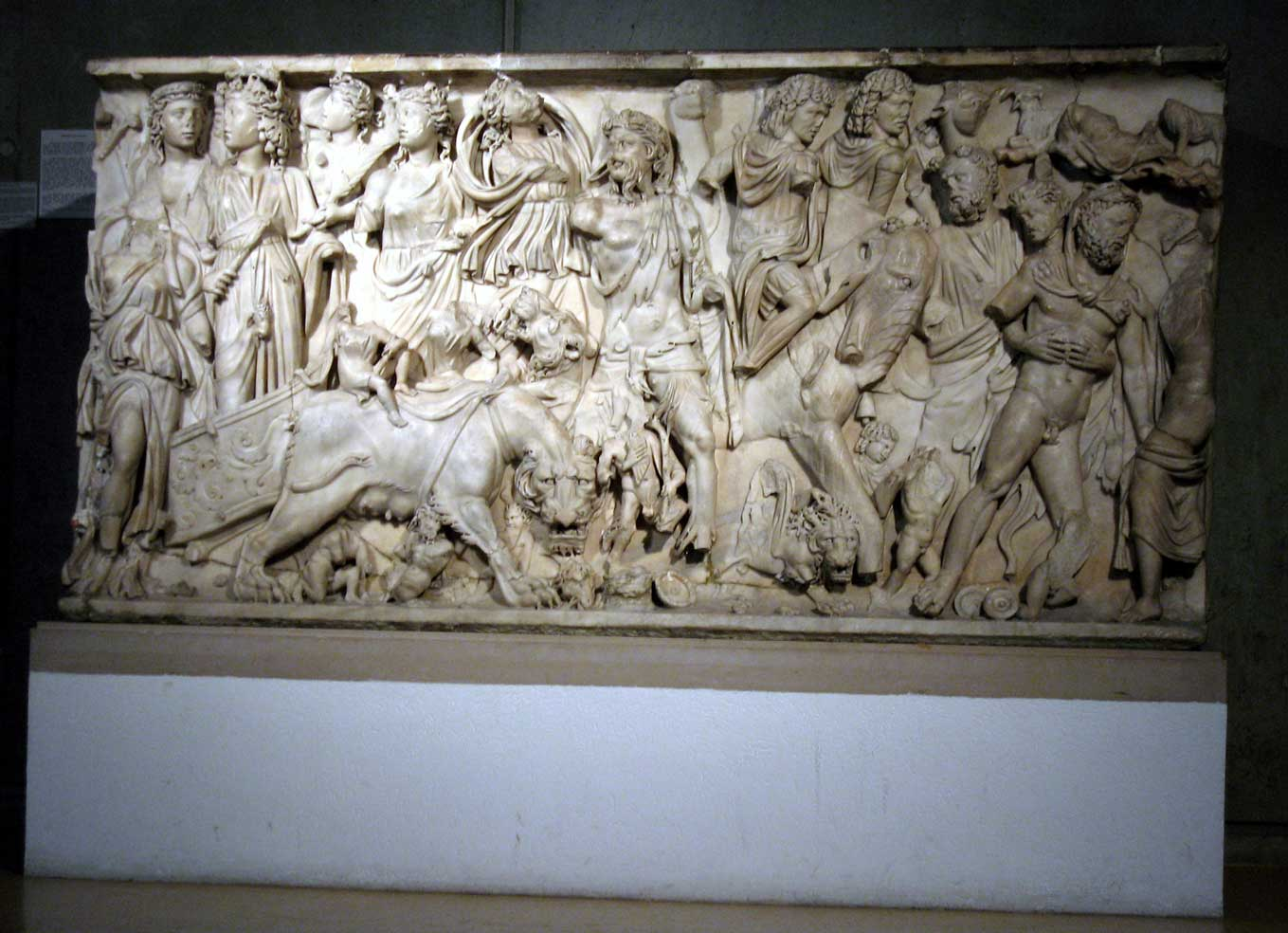
Sarcophage du triomphe de Bacchus au musée de Lyon.

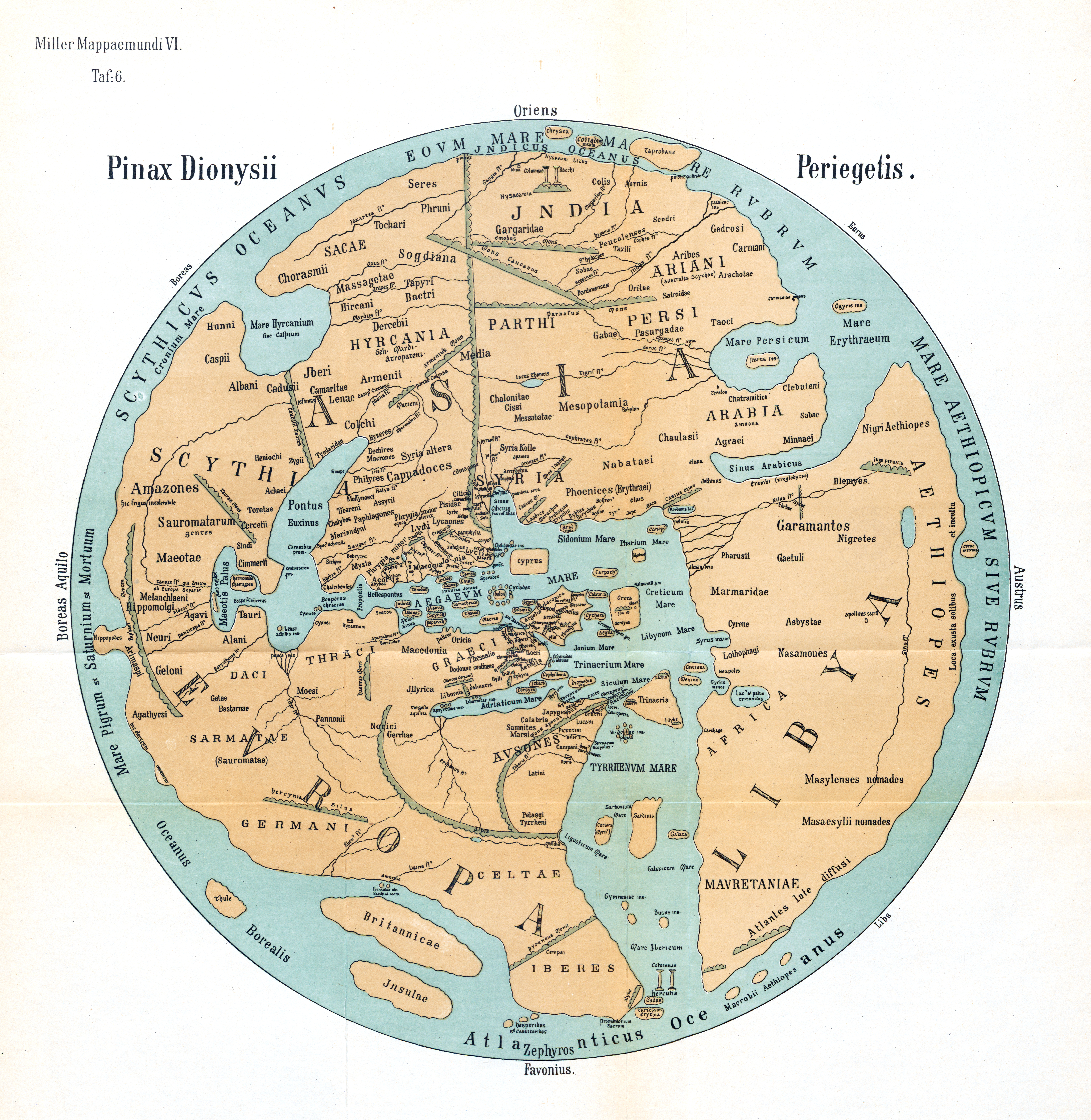
Carte établie par l'historien, d'après Denys le Périégète. L'Inde (Jndia) est tout en haut.

Devenu adulte, il fit la conquête des Indes avec une troupe d'hommes et de femmes portant, au lieu d'armes, des thyrses et des tambours, où il fonda une autre ville appelée Nysa (en). Son retour fut une marche triomphale de jour et de nuit (thème rappelant l'expédition d'Alexandre le Grand, et fréquemment représenté). Ensuite, il passa en Égypte, où il enseigna l'agriculture et l'art d'extraire le miel ; il planta la vigne, et fut adoré comme étant le dieu du vin.
Denys le Périégète décrit l'Inde dans son Voyage autour du monde (IIe – IIIe siècle de notre ère), dont Konrad Miller (de) tire une carte. Dessus, au niveau de l'Inde, on peut observer une ville appelée Nisa au bord du Gange, une « Nysaea Via », un « Nysaeum Litus » et des « Columnae Bacchi » (Colonnes de Bacchus en latin).
Conti, Mythologie.V, 13 : « Bacchus leva une armée de gens du plat pays et des femmes, avec laquelle il passa jusqu’aux Indes et plus intimes parties d’Asie. Puis ayant subjugué les Indiens qui le nazardoient, et toutes les autres nations orientales, il fit dresser deux piliers sur le rivage de la mer Océane ès montagnes d’Indie emprès la rivière du Gange. »
Rabelais, Cinquième livre, chapitre 45, dans le calligramme de la Dive Bouteille : « Bacchus, qui fut d'Inde vainqueur »

### Relations sociales
Bacchus, appréciant les honneurs qui lui étaient dédiés, punit sévèrement tous ceux qui voulurent s'opposer à l'établissement de son culte. À Thèbes, Penthée, successeur de Cadmus, fut mis en pièces par les Bacchantes ; les Minyades ou filles de Minyas furent changées en chauves-souris. Elles étaient trois : Iris, Clymène et Alcithoé. Soutenant que Bacchus n'était pas fils de Jupiter, elles continuèrent à travailler pendant ses fêtes, et refusèrent d'assister à la célébration des Orgies.

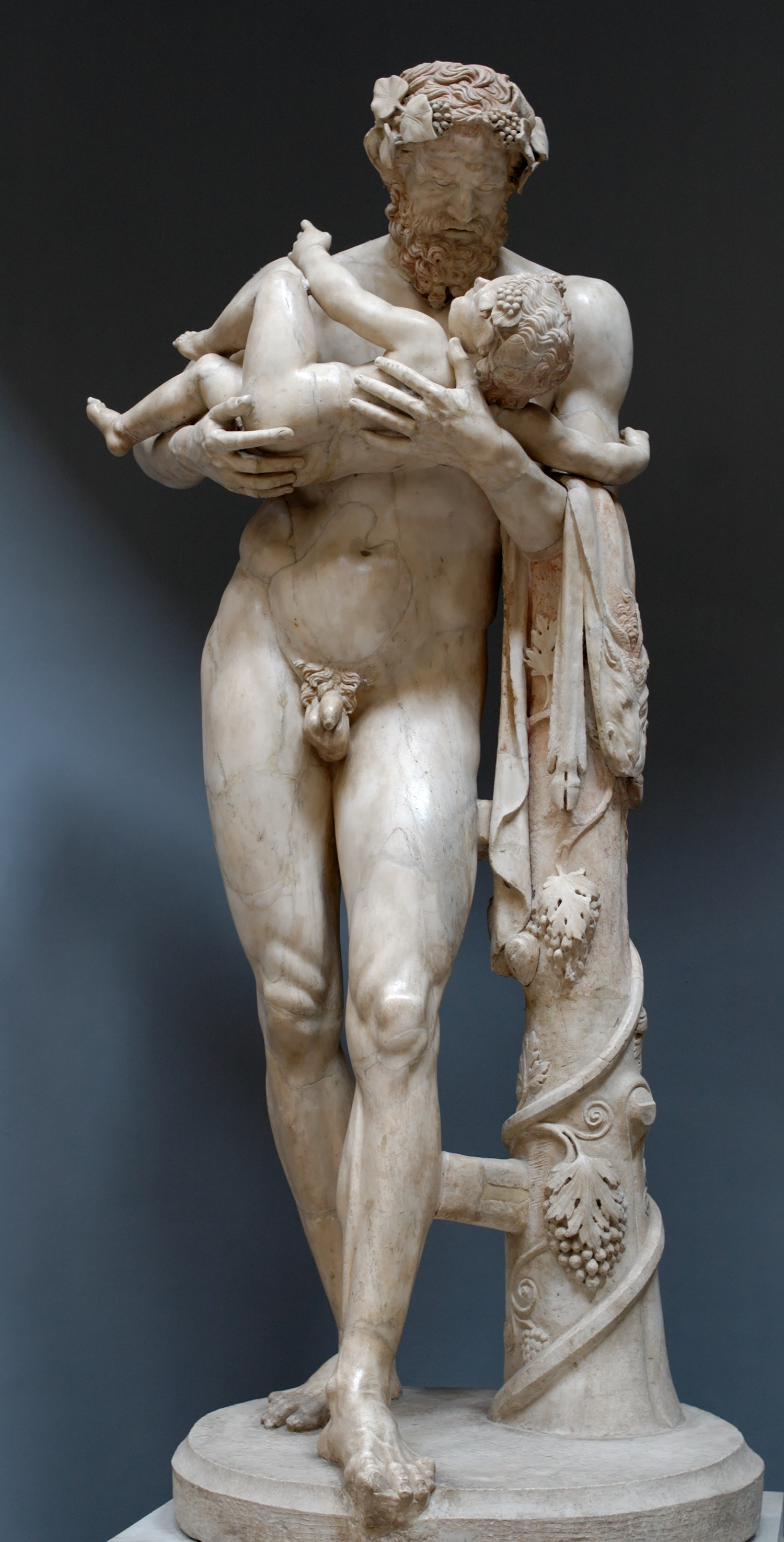
Silène avec Dionysos enfant. Marbre, copie romaine du milieu du IIe siècle d'un original grec (vers 300 av. J.-C.). Musée du Vatican

Bacchus triompha de tous ses ennemis et de tous les dangers auxquels les persécutions incessantes de Junon l'exposaient. Un jour, fuyant devant l'implacable déesse, il tomba de fatigue et s'endormit. Un serpent à deux têtes l'attaqua (Amphisbène), et le dieu, à son réveil, le tua d'un coup de sarment. Junon finit par le frapper de folie, et le fit errer dans une grande partie du monde. Il fut d'abord accueilli avec bienveillance par Protée, roi d’Égypte, puis il passa en Phrygie, où, ayant été admis aux expiations, il fut initié aux mystères de Cybèle. Dans la guerre des géants, il se transforma en lion, et combattit avec rage. Pour l'animer, Jupiter lui criait sans cesse : « Évohé, courage, mon fils. »
Venu dans l'île de Naxos, il consola et épousa Ariane abandonnée par Thésée, et lui donna la fameuse couronne d'or, chef-d'œuvre de Vulcain. C'est Bacchus, dit-on, qui le premier établit une école de musique ; c'est en son honneur que furent données les premières représentations théâtrales.

## Représentations
Bacchus est représenté ordinairement avec des cornes, symboles de la force et de la puissance, couronné de pampre, de lierre ou de figuier, sous les traits d'un jeune homme riant et enjoué. D'une main, il tient une grappe de raisin ou une corne en forme de coupe ; de l'autre, un thyrse entouré de feuillage et de bandelettes. Il a les yeux noirs, et, sur ses épaules descend en tresses ondoyantes sa longue chevelure blonde aux reflets d'or. Il est le plus souvent imberbe, sa jeunesse étant éternelle comme celle d'Apollon. Il est vêtu d'un manteau de pourpre.
Il est tantôt assis sur un tonneau, tantôt monté sur un char traîné par des tigres ou des panthères, quelquefois par des centaures dont les uns jouent de la lyre, les autres de la double flûte. Sur les monuments les plus anciens, il est représenté avec une tête de taureau ; sur quelques médailles, on le représente debout, barbu, avec une robe triomphale qui tombe jusque sur ses pieds. Le musée du Louvre possède plusieurs statues de Bacchus, entre autres celle de Bacchus au repos. Une représentation également sur le site de Volubilis à Meknès au Maroc date des Romains.

### Sculptures
- Bacchus de Michel-Ange, sculpté en 1497 ;
- Bacchus appuyé sur un tronc d'arbre et tenant une grappe de raisin, marbre de Louis-Aimé Lejeune et René Grégoire, 1926, parc de Versailles, bassin d'Apollon ;
- Bacchus de David Buisson, sculpture ;
- Bacchus de Francis Maillard, sculpture ;

Bacchus dans la sculpture
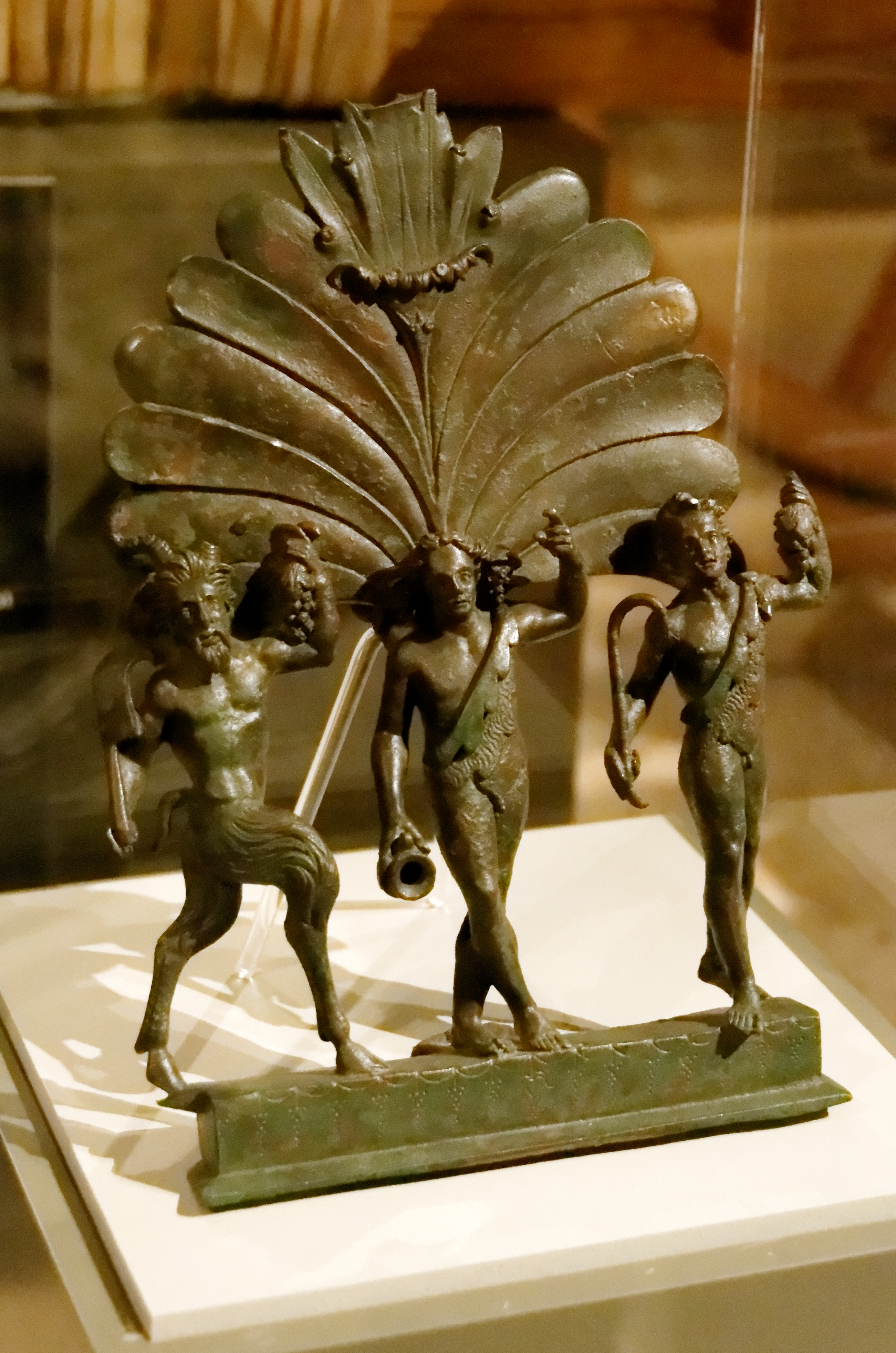
Plaque ornementale en bronze d'un char romain du IIe siècle représentant de gauche à droite Pan, Bacchus et un Satyre
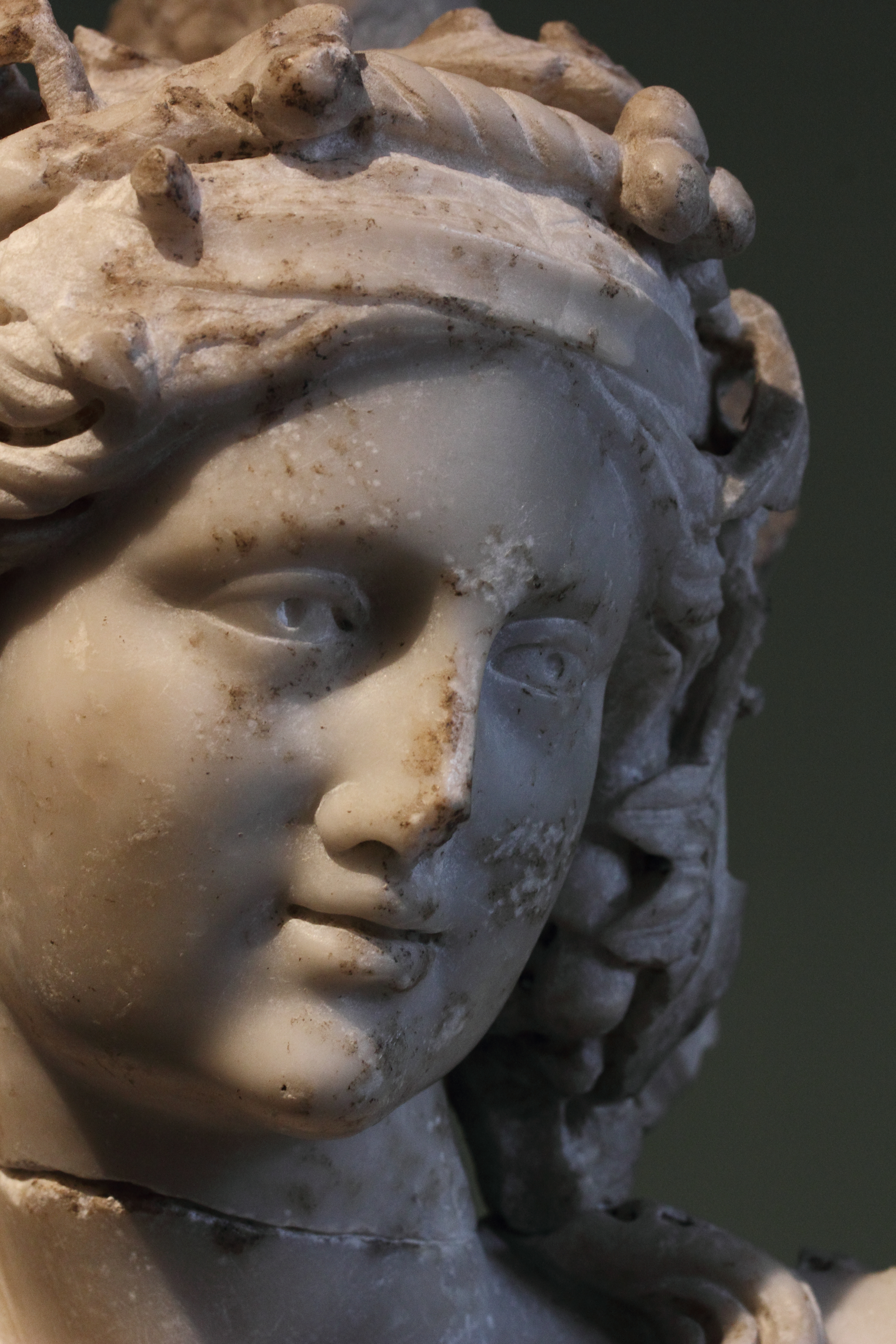
Bacchus adolescent Sculpture romaine du IIe siècle fouilles de la villa Chiragan Musée Saint-Raymond, Toulouse
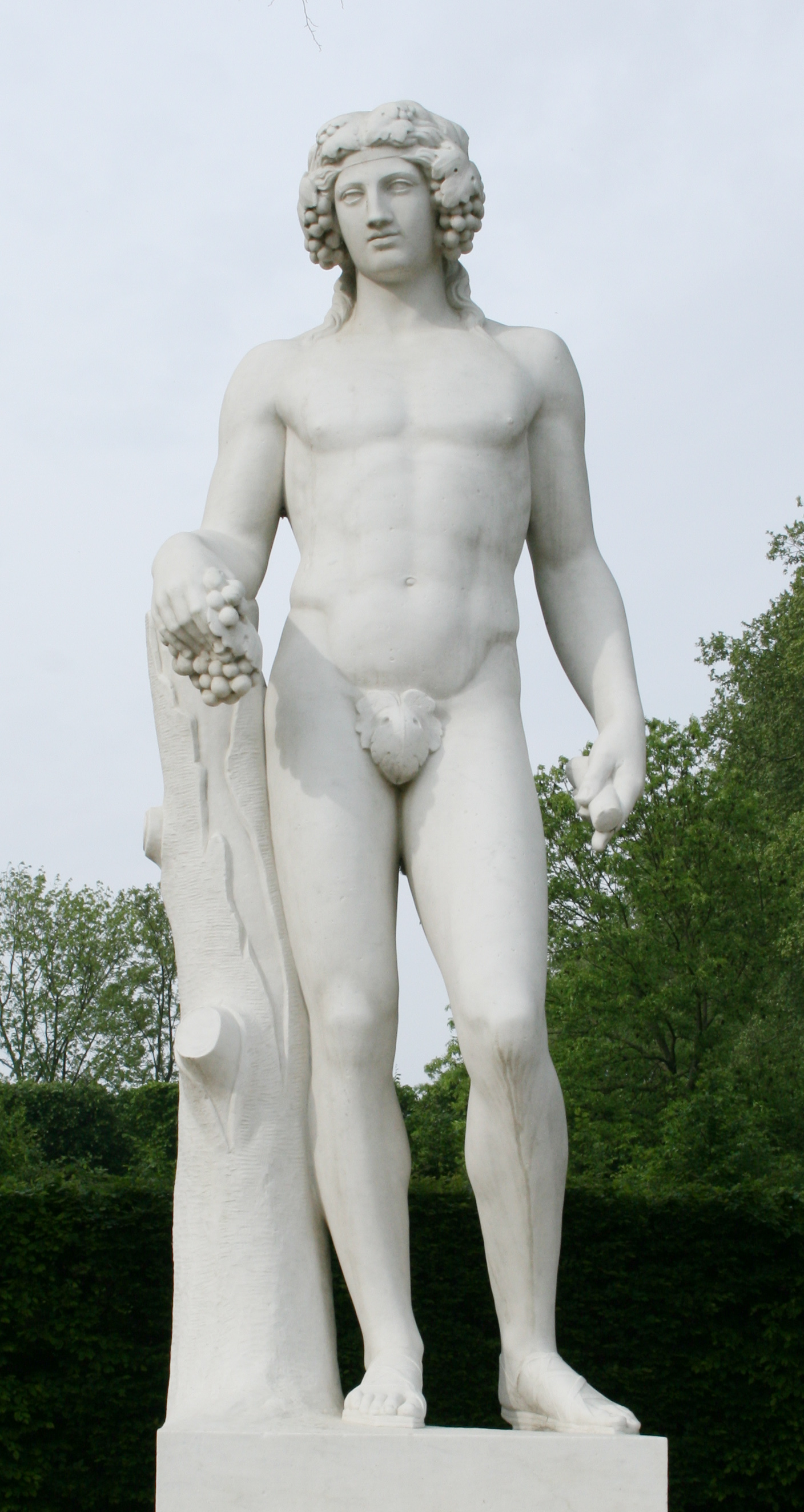
Louis-Aimé Lejeune et René Grégoire Bacchus appuyé sur un tronc d'arbre et tenant une grappe de raisin parc de Versailles
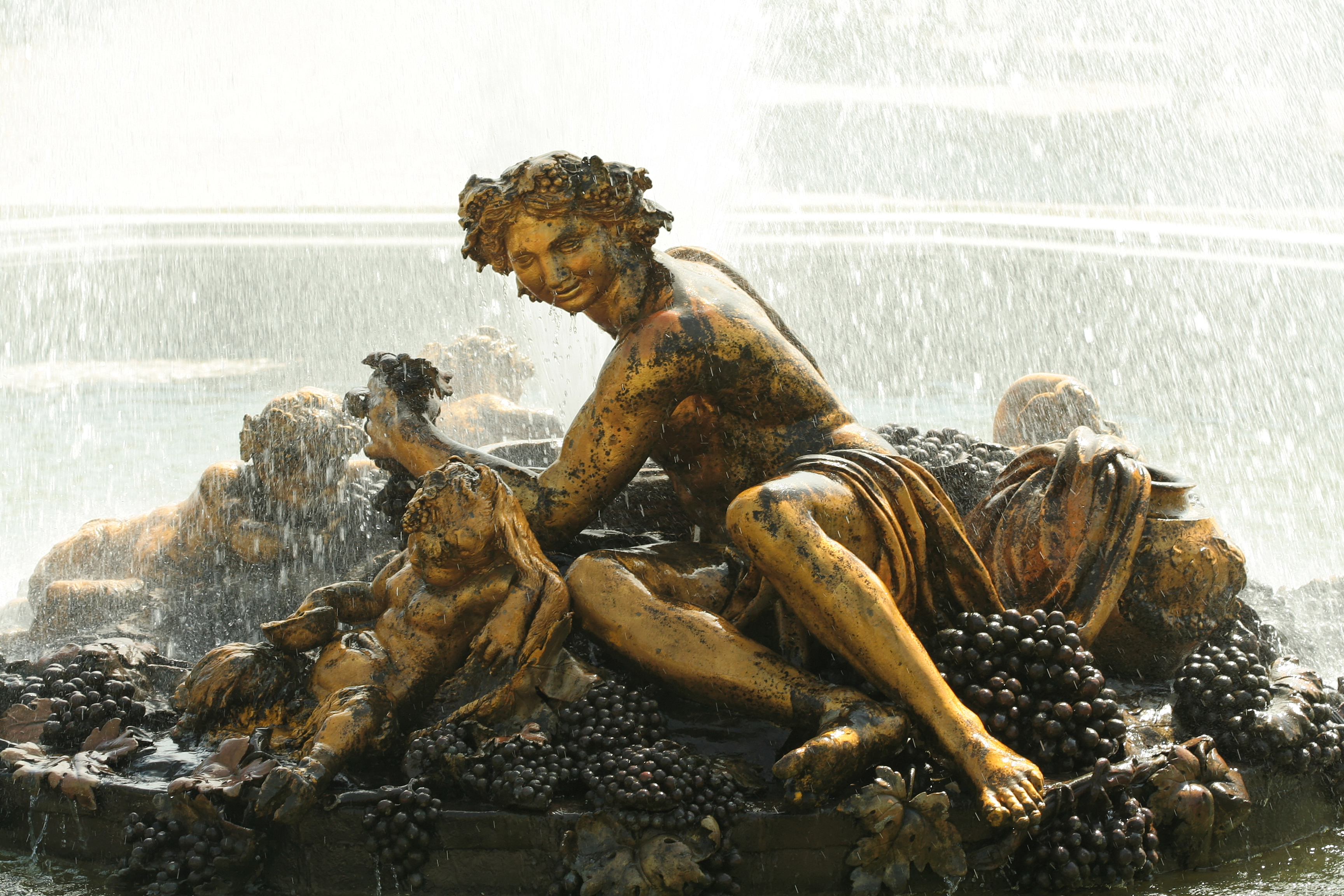
Bassin de Bacchus des frères Marsy jardins de Versailles
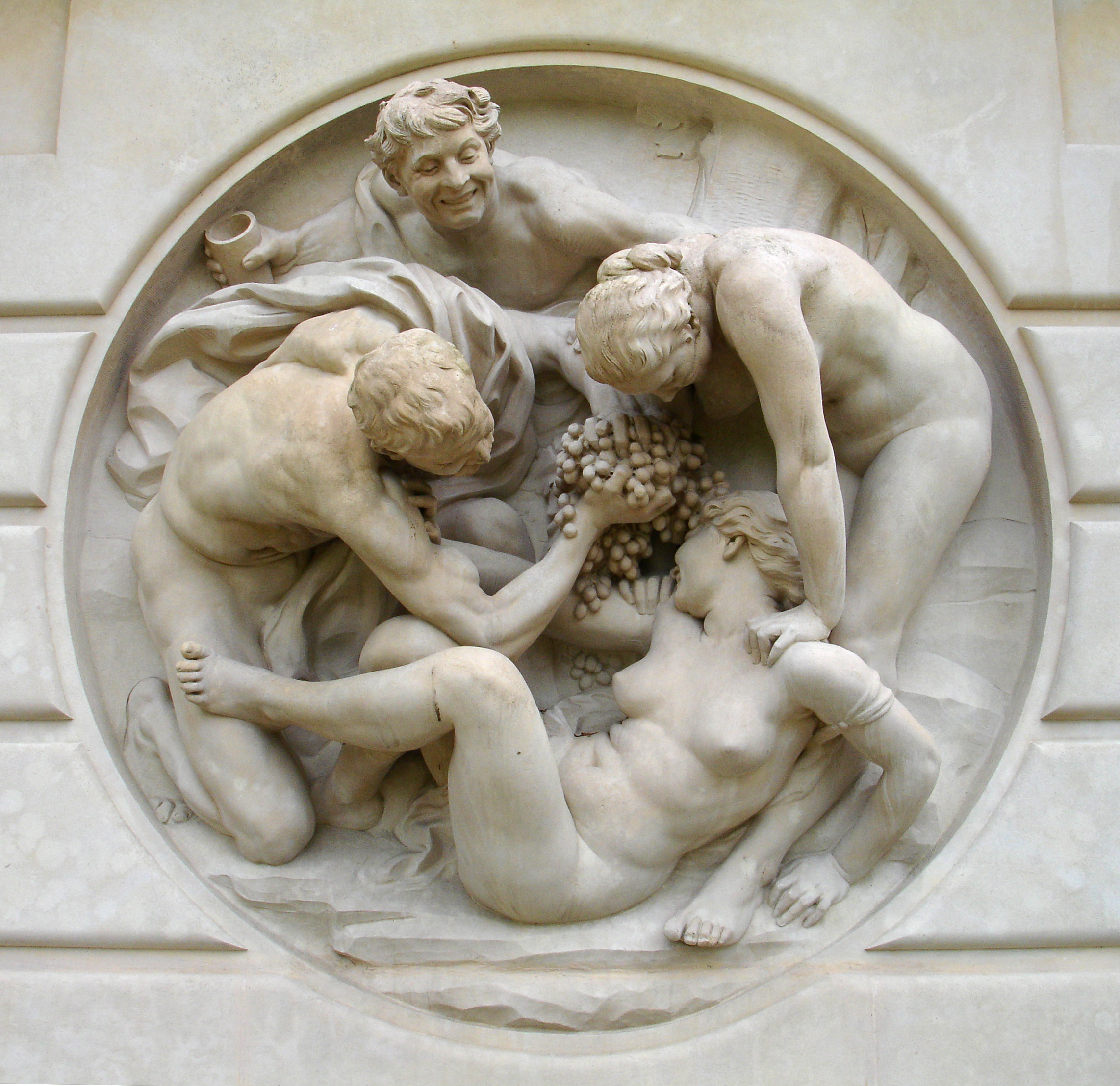
Bacchanale par Jules Dalou, dont le modèle a été exposé au Salon de 1891. Se trouve au centre de la fontaine du Jardin des serres d'Auteuil à Paris, pierre de Tercé, vers 1895–1898.

### Peintures et gravures
- Bacchus de Caravage, sans doute peint dans les années 1590 ;
- Le Jeune Bacchus malade, de Caravage, peint vers 1593;
- Bacchus de Robert Cami, gravure au burin (un exemplaire conservé au musée des Beaux-Arts de Bordeaux) ;
- Untitled no 224, photomontage de Cindy Sherman, reprise du Bacchus malade du Caravage ;

Bacchus dans la peinture
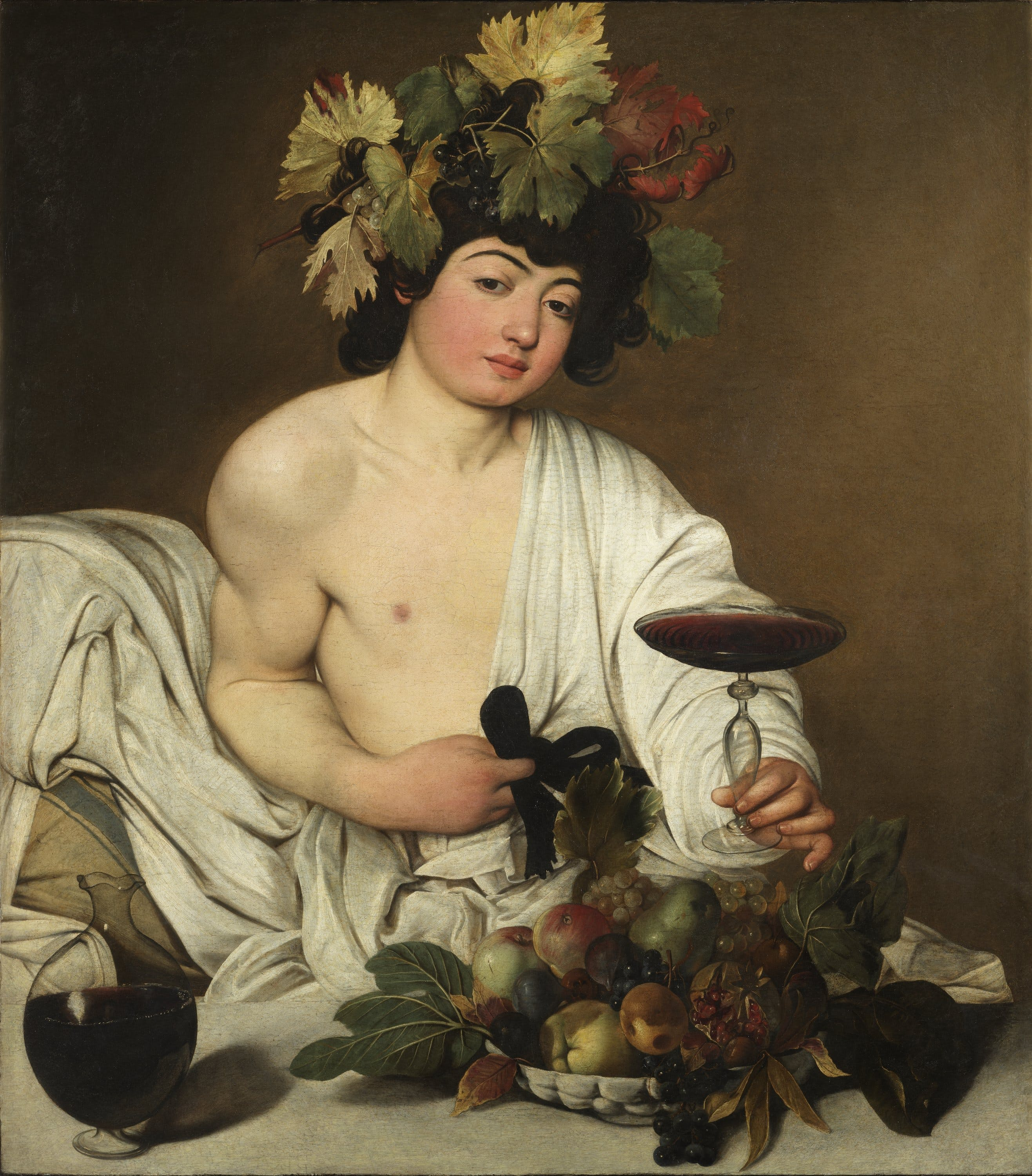
Bacchus jeune vu par Le Caravage à la fin du XVIe siècle.
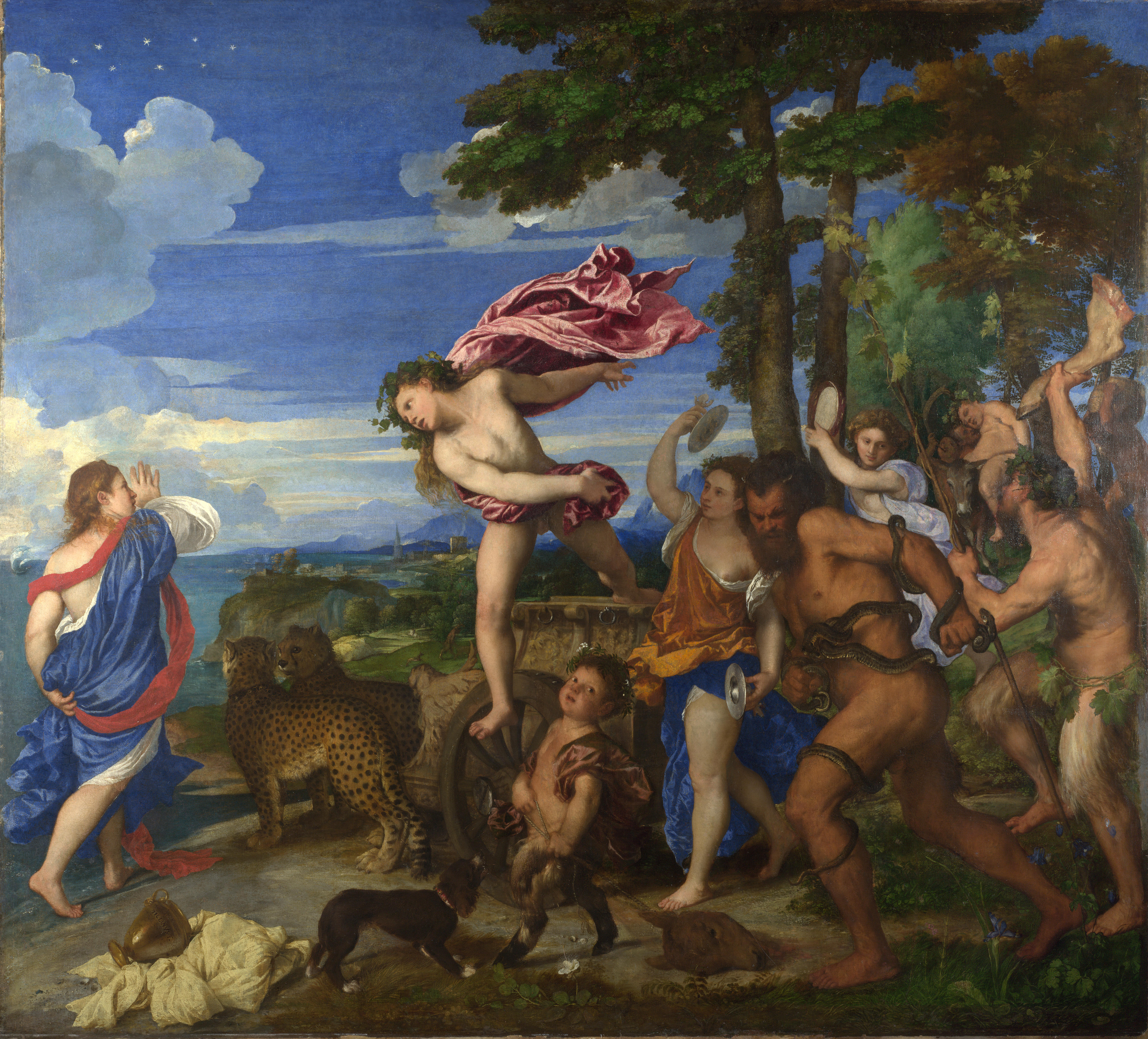
Bacchus et Ariane Titien, National Gallery
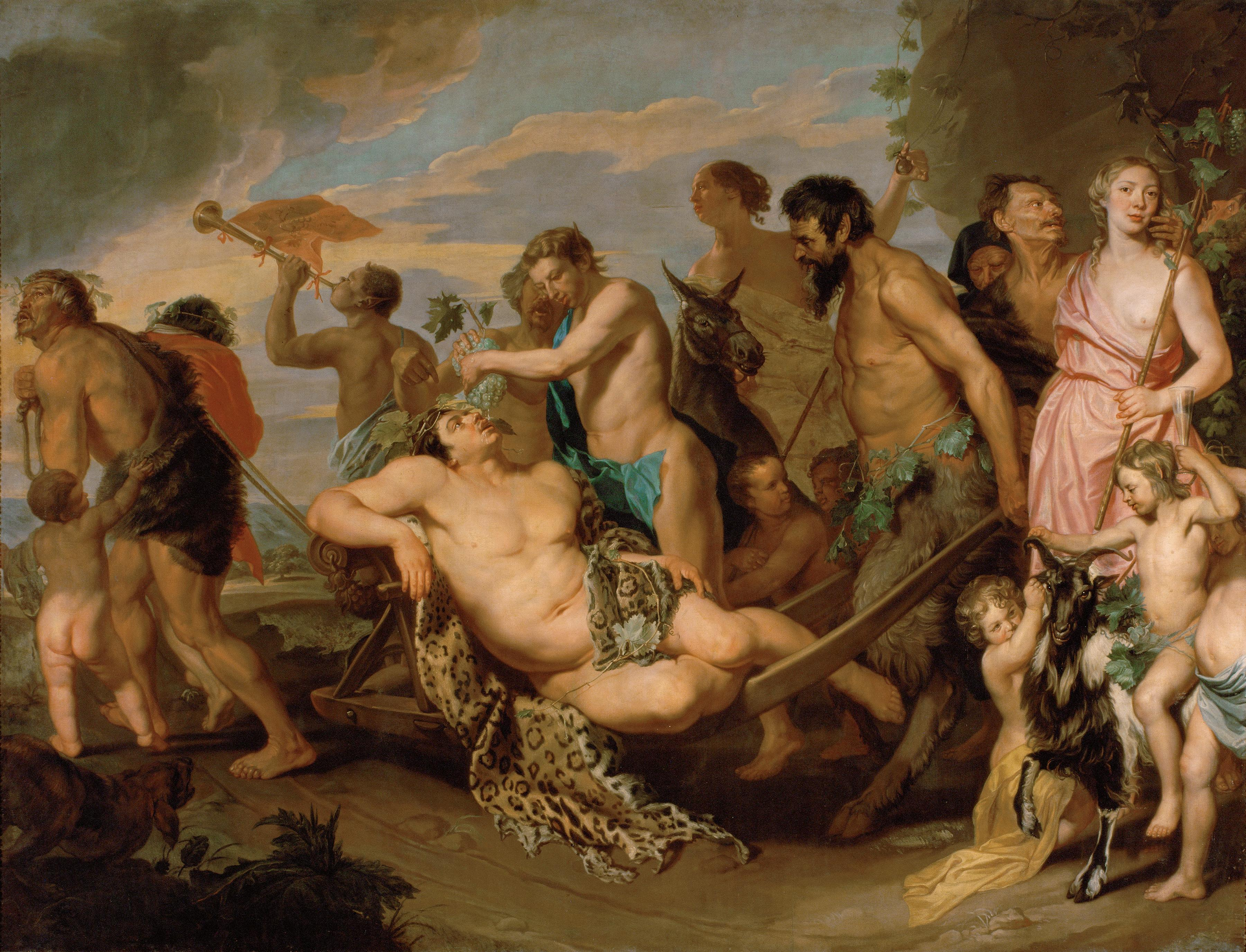
Le Triomphe de Bacchus - Michaelina Wautier 1650ca - Vienne KHM
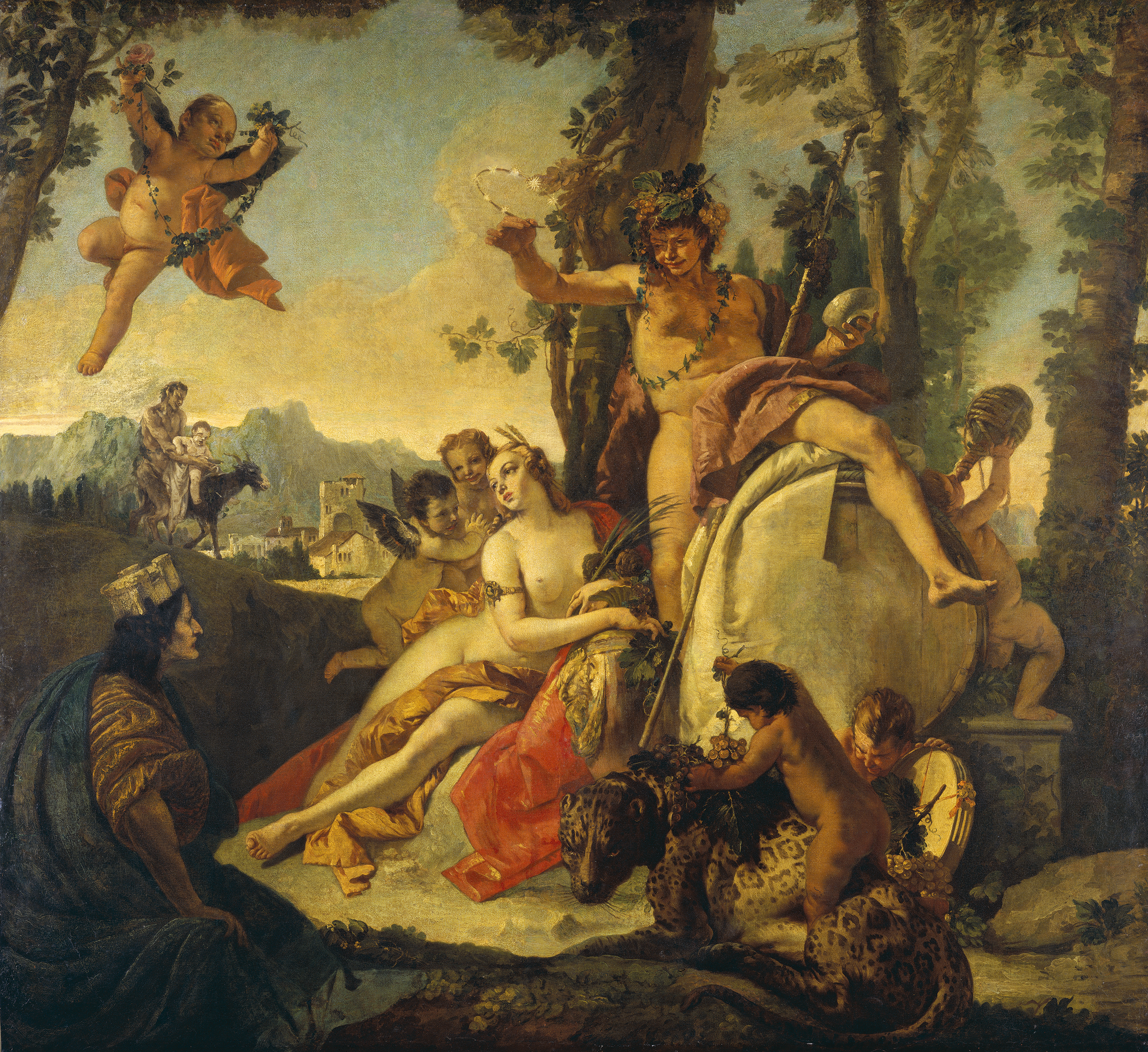
Bacchus et Ariane Giambattista Tiepolo, 1743-1745 National Gallery of Art, Washington
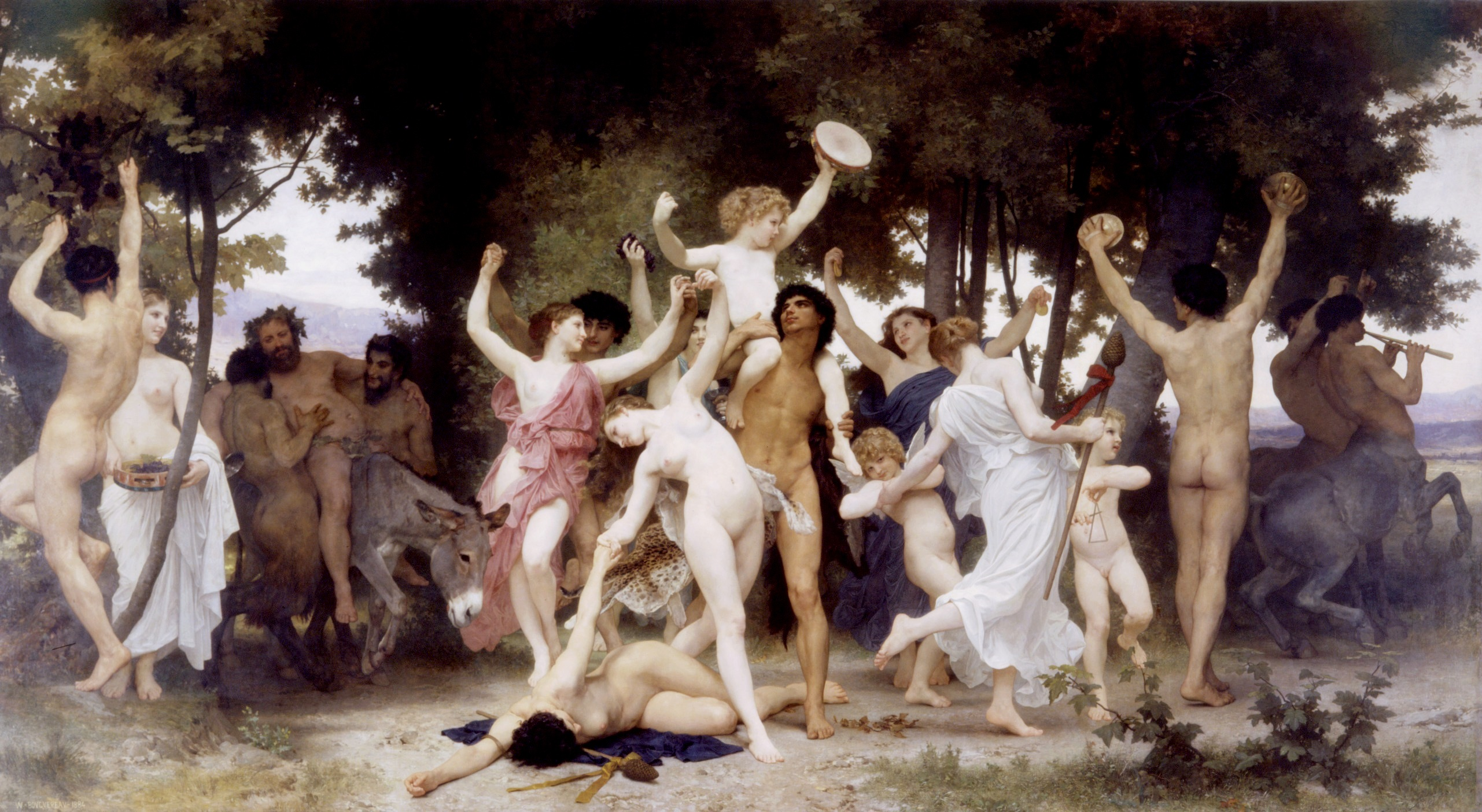
La Jeunesse de Bacchus William Bouguereau, 1884

### Musique
- L'amour et Bacchus, opus 6, cantate de Louis-Nicolas Clérambault ;
- Ariane consolée par Bacchus, cantate de François Couperin ;
- Bacchus et Ariane, ballet de Albert Roussel, opus 43 (1930) ;
- Bacchus, no 4 des Six métamorphoses d'après Ovide pour hautbois seul de Benjamin Britten (1951) ;
- Brassens évoque Bacchus dans sa chanson Le Grand Pan (« Bacchus est alcoolique, et le grand Pan est mort») en 1964 ;
- In Praise Of Bacchus, chanson du groupe de metal Type O Negative sortie en 1996 sur leur album October Rust ;
- Le traditionnel et folklorique chant des étudiants wallons (Belgique) mentionne Bacchus dans son refrain: « disciples de Bacchus et du roi Gambrinus » ;

### Cinéma
- John Frankenheimer propose une version d'une orgie de Bacchus dans son film L'Opération diabolique (1966) ;
- Christophe Honoré dans son film Métamorphoses, en 2014, illustre le mythe de Bacchus et les Ménéides.

### Littérature et théâtre
- Bacchus est une pièce de théâtre de Jean Cocteau créée au Théâtre Marigny en 1951.